# 報恩講寺
報恩講寺（ほうおんこうじ）は、和歌山県和歌山市大川にある西山浄土宗の寺院である。大川寺と通称する。法然上人二十五霊場第8番。

## 歴史
承元元年（1207年）12月、赦免になった法然は、翌承元2年（1208年）帰路につき、土佐から船に乗った。風雨が激しくなり、10月21日油生浜に漂着した。その時磯が瑠璃色に変じたという。それ以来この磯を「るりが浜」と呼ぶようになった。
法然は村の長者阿闍梨孫右衛門に迎えられた。長者は村人と共に、法然から念仏の教えを受けた。村人たちは念仏の教えを、深く信仰するようになった。法然は桜の木に自らの像を刻んだ。その時像の背を打つと、たちまち血が噴出したという。また法然はその時余った材料を使って、百万遍の大念珠を作り村人たちに与えたという。11月下旬法然は出帆した。
念仏を唱えることにより、この地は漁業で盛んになった。村人は喜び庵を建て法然の御影を安置し、念仏の霊場とした。この庵は大河堂と呼ばれた。後に報恩寺と号したが、さらに講の一字を加え、報恩講寺となった。毎年11月22日から3日間、法然上人着船記念円光大師大会式（だいえしき）を行う。

## 寺宝
- 浄土曼荼羅 恵心僧都筆
- 名号 法然上人筆

## 御詠歌
- 「極楽もかくやあらんあらたのし はや参らばや南無阿弥陀仏」

## 参考
- 『報恩講寺本尊略縁起』
- 『紀伊続風土記』

## 連絡先
- 〒640-0101 和歌山市大川117
  - 法然上人二十五霊場巡拝などで朱印の押印が必要な場合は、事前に必ず連絡が必要。既に当寺に到着していたとしても電話連絡をすること。堂の前で参拝するだけなら連絡する必要はない。なお、当寺院は山門内での写真撮影はできない。